# Шагід (Марказі)
Шагід (перс. شهيد) — село в Ірані, у дегестані Санґ-Сефід, у бахші Каре-Чай, шагрестані Хондаб остану Марказі. За даними перепису 2006 року, його населення становило 439 осіб, що проживали у складі 88 сімей.

## Клімат
Середня річна температура становить 11,51°C, середня максимальна – 29,86°C, а середня мінімальна – -10,26°C. Середня річна кількість опадів – 271 мм.
| Клімат поселення                              | Клімат поселення | Клімат поселення | Клімат поселення | Клімат поселення | Клімат поселення | Клімат поселення | Клімат поселення | Клімат поселення | Клімат поселення | Клімат поселення | Клімат поселення | Клімат поселення | Клімат поселення |
| Показник                                      | Січ.             | Лют.             | Бер.             | Квіт.            | Трав.            | Черв.            | Лип.             | Серп.            | Вер.             | Жовт.            | Лист.            | Груд.            |                  |
| Середній максимум, °C                         | 8,44             | 9,96             | 14,09            | 19,17            | 23,00            | 29,86            | 29,73            | 29,15            | 25,03            | 20,09            | 13,40            | 7,89             |                  |
| Середня температура, °C                       | −0,92            | 0,60             | 4,74             | 9,82             | 13,66            | 20,52            | 23,80            | 23,23            | 19,10            | 14,18            | 7,48             | 1,96             |                  |
| Середній мінімум, °C                          | −10,26           | −8,75            | −4,61            | 0,47             | 4,30             | 11,15            | 17,88            | 17,30            | 13,18            | 8,25             | 1,55             | −3,96            |                  |
| Норма опадів, мм                              | 42               | 33               | 48               | 36               | 37               | 9                | 0                | 1                | 1                | 5                | 23               | 36               |                  |
| Середньомісячна швидкість вітру, м/с          | 1.30             | 1.99             | 2.77             | 2.75             | 2.60             | 2.44             | 2.41             | 2.42             | 2.22             | 2.08             | 1.92             | 1.36             |                  |
| Середньомісячна сонячна радіація, кДж/м²·день | 9240             | 12419            | 14861            | 18277            | 22272            | 27055            | 26010            | 24020            | 21103            | 15610            | 10970            | 9077             |                  |
| --------------------------------------------- | ---------------- | ---------------- | ---------------- | ---------------- | ---------------- | ---------------- | ---------------- | ---------------- | ---------------- | ---------------- | ---------------- | ---------------- | ---------------- |
| Джерело:                                      |                  |                  |                  |                  |                  |                  |                  |                  |                  |                  |                  |                  |                  |